# La Famille Rollinson dans l'espace

La Famille Rollinson dans l’espace est une série de feuilleton-bande-dessinée de science-fiction en noir et blanc, dessinée principalement par l'artiste britannique Graham Coton (1er décembre 1926 - 14 octobre 2003) et parue dans la revue de comic books Knockout (en) sous le titre « The Space Family Rollinson » de 1953 à 1958.
Elle est partiellement republiée au Portugal en 1954-1955 et en Allemagne de l'Ouest en 1955. Entre 1957 et 1959, elle est traduite en France dans le mensuel Atome Kid des éditions Artima, puis republiée dans une présentation très remaniée entre 1974 et 1976 par les éditions Aredit. Aucun éditeur ne fait mention des auteurs.

## Synopsis
L'histoire débute par l'enlèvement de toute la famille Rollinson (Papa et maman Rollinson, Bob et Berthe, Joe et Joëlle) par des robots humanoïdes, les Zektrons, qui les abandonnent au large de Saturne. Suivent d'innombrables rebondissements dignes de Flash Gordon, à suivre de parution en parution.

## L'édition britannique
La revue britannique Knockout (en) publia hebdomadairement The Space Family Rollinson du numéro 772 du 12/12/1953 au 1013 du 26/07/1958, au rythme de deux pages en noir et blanc chaque mercredi, dans des fascicules en papier journal au format 29 par 23 cm, marges comprises. Au début de la publication et jusqu'au numéro 789 du 10/04/1954, l'épisode occupait les pages centrales, l'impression était en bichromie, par une surimpression de rouge sur le noir, colorant les dessins en rose et en rouge. La suite fut éditée sans couleur.
D'autres épisodes furent publiés dans les numéros annuels de Knockout Fun Book ou Knockout Annual (1956 à 1960), indépendamment de la parution hebdomadaire. Ces numéros publiaient une histoire complète des Rollinson sur 8 pages, 12 pages pour l'édition de 1960, en noir et blanc ou en bichromie. Le format était un peu plus petit (23 par 17,5 cm) et sur un papier de meilleure qualité que la version hebdomadaire. Ces épisodes ne furent pas généralement repris dans la parution française, celui de l'année 1960 « Castaways in Space » fut traduit en français et publié en décembre 1960 dans le numéro 50 de Cosmos sous le titre « Les bannis de l'espace ».
Les dessinateurs britanniques de comics de l'époque avaient l'habitude de ne pas signer leur création, toute la parution fut donc anonyme.
Le bandeau de titre en tête de chaque parution présente les noms et les visages des protagonistes : les parents Dad et Mum et leurs quatre enfants, l'aîné Bob, qui a l'âge de conduire la voiture familiale, sa sœur Betsy, tandis que les faux jumeaux, Joey le garçon et sa petite sœur Joy, semblent avoir une dizaine d'années.

## L'édition portugaise
Les éditions Fomento de Publicacoes à Lisbonne publient une version portugaise dans l'hebdomadaire Titã (Titan, en portugais) sous le titre Heróis do Espaço, accompagnée d'autres traductions de séries britanniques. Les numéros 1 du 12 octobre 1954 au 11 du 21 décembre 1954 étaient au format 345 par 245 mm. Le numéro 1 reprenait les épisodes de The Space Family Rollinson des numéros 772 à 776 de la publication britannique. Les dessins de couverture des numéros 3 et 12 de Titã étaient tirés de la série.
Ce comics parut d'octobre 1954 à Août 1955.

## L'édition allemande
Le début du récit The Space Family Rollinson a été republié dans un magazine féminin allemand Libelle - Für die Frau, du numéro 8 du 19 février 1955 au numéro 36 du 3 septembre 1955. Transposé en Familie Robinson auf neuen Sternen (La Famille Robinson sur de nouvelles étoiles), les 29 planches publiées au format 27 x 20,5 cm correspondaient au début de la saga et ont été reproduites cadrées à l'identique de la version anglaise.

## Les éditions françaises
Les noms de personnages de la série britannique furent francisés : ainsi Dad, Mum, les aînés Betsy et Bob, les jumeaux Joey et Joy devinrent respectivement Papa, Maman, Berthe et Bob, Joe et Joelle.
La première publication se fit de 1957 à 1959 dans les numéros 7 à 34 de Atome Kid, avec une interruption au numéro 12, et un épisode double au numéro 20. Le format de parution était de 23 par 18 cm, en épisodes mensuels de 16 pages. L'impression est uniquement en noir, les premiers épisodes sont débarrassés de leur bichromie noir et rouge présente dans l'édition britannique. La mise en page d'origine est conservée malgré un format un peu plus réduit que l'édition britannique. Toutefois, les vignettes sont réduites d'environ 15 % et certaines subissent un léger rognage de leur bord pour rentrer dans ce format. Les phylactères sont parfois repositionnés, ce qui oblige à retoucher les fonds d'images. La traduction est assez fidèle, quitte à éliminer quelques mots pour tenir à l'intérieur de la bulle, car le français est une langue moins concise que l'anglais. Le lettrage est manuel.
Après le rachat des éditions Artima par les Presses de la Cité en 1962 et leur changement de nom en Arédit, la série est de nouveau publiée en France dans le mensuel Monde Futur, du numéro 14 (juin 1974) au 31 (juin 1976) dans un format plus réduit (18 par 13 cm), et toujours sans mention des auteurs, mais avec une marque de copyright Arédit. Les éditions Arédit réalisèrent une ultime parution partielle dans la 4e série de Aventures Fiction, du numéro 1 de septembre 1986 au numéro 9 de juin 1987, titré "Zektrons contre Titans" en 91 pages.
La seconde parution française dans Monde Futur bouleverse complètement la mise en page d'origine pour tenir dans le format Arédit particulièrement réduit. Chaque page ne contient que deux, trois ou quatre vignettes, contre six à huit dans les éditions précédentes. La plupart des vignettes ont été redécoupées une par une et redimensionnées. Certaines ont un décor plus large, complété par des retouches de dessin, tandis que les images « panoramiques » sont rognées latéralement. Enfin, les différences de format et de pagination imposent un découpage des épisodes différent d'une publication française à l'autre.
De surcroit, la seconde édition dans Monde Futur opère des altérations de dessin, de dialogue ou de scénario plus marquées :
- au début de l’aventure, les Rollinson apparaissent en vêtements terriens contemporains des années 50. Berthe portait alors une jupe sous le genou et des sandales plates lacées sur la cheville (Atome Kid 7). La réédition dans Monde Futur 14 retouche son habillement, lui mettant une jupe au-dessus du genou, et des chaussures à talon haut.
- la seconde édition (Monde Futur 16) élimine 25 images des premiers jours de la famille Rollinson sur Titan (publiées dans Atome Kid 9), ce qui rend moins compréhensible l’engouement soudain des jeunes Titans pour la boxe anglaise.
- dans la première édition, la princesse Aora est condamnée à mort et doit être jetée dans le vide spatial vêtue de sa seule tenue terrestre (Atome Kid 20). Dans la réédition, cette péripétie violente est remplacée par une condamnation à l’exil sur un satellite, et Aora et ses bourreaux sont redessinés en scaphandre spatial (Monde Futur 23).
- la seconde édition censure toute allusion à la mort dans les dialogues : dans Atome Kid 9, Papa Rollinson risque la peine de mort pour avoir confectionné un punching-ball à forme humaine, tandis que la réédition le montre seulement passible de prison ; des répliques comme « quand la sorcière aura péri dans l’espace » (AK 20, p 33), sont éliminées, d’autres comme « il se meurt », « vous allez voir comme je suis vivant » (AK 20, p 33), « chétif terrien, je vais te massacrer » deviennent « il s’évanouit », « vous allez voir ce que je suis » (MF 23, p 13), « chétif terrien, je vais te faire comprendre qui je suis » (MF 23, p 31), etc.

## Les dessinateurs
Malgré l’attribution à Graham Coton,,, le style du dessin et de la narration permet de distinguer plusieurs dessinateurs (3 au moins, peut-être même 4), tous anonymes dans les versions anglaise puis française.
En plus de Graham Coton, il s'agirait de Ron Clarke comme scénariste. D'après l'index britannique de Steve Holland, il y aurait Ian Kennedy en plus de Graham Coton ainsi qu'un dessinateur non identifié.
En l'absence d'indication d'auteur, on est réduit aux hypothèses.

### L'artiste
La meilleure partie, du numéro 7 d'Atome Kid au numéro 28, avec une pause sur le no 12 est probablement de Graham Coton. Un dessin épuré témoigne d’une excellente maîtrise de l’anatomie des corps et des attitudes dynamiques, exploitée par la généralisation de costumes en tunique courte. La minijupe de Berthe, c’était de la science-fiction ! Les robots, muets et impersonnels par essence, ont une gestuelle corporelle particulièrement expressive. En revanche, les visages des personnages sont idéalisés et dépourvus de détail superflu, ce qui les rend un peu impersonnels voir stéréotypés pour Bob ou Berthe. Les méchants, forcément laids selon la tradition BD, sont mieux caractérisés.
La mise en image et les cadrages sont très efficaces, avec de beaux effets de perspective dans les scènes de groupes ou de cadre urbain. Le dessin témoigne d’une grande souplesse du découpage adaptée à la narration : chaque page est divisée classiquement en trois bandes ou plus rarement quatre, mais de hauteur variable et de 1, 2 ou 3 cases chacune selon le besoin, parfois sans bande de séparation entre cases, permettant de larges scènes panoramiques. L’usage de larges surfaces noires en à-plat ou en hachures donne du relief aux paysages et aux scènes spatiales.

### Le bouche-trou
Au numéro 28 d'Atome Kid, la rupture est visible tant pour le dessin que pour le scénario. Les 7 derniers épisodes consomment deux ou trois dessinateurs, contre 20 épisodes et demi pour le premier.
Autour des numéros 960 de Knockout (à cheval sur les numéros Atome Kid 28 et 29), la qualité du dessin faiblit. Les traits sont épais, les personnages ont des jambes grêles et des attitudes raides. Par rapport aux précédents épisodes, certaines vignettes paraissent bâclées, la narration faiblit, et s’encombre de pavés de texte, visiblement pour diminuer le nombre de dessins.

### Le rénovateur
De Knockout no 966 à no 990, soit du numéro 29 d'Atome Kid, page 11 au 32, page 4 : le changement de dessinateur est manifeste : dans l’ensemble, le dessin s’améliore : les décors végétaux et les engins volants sont bien rendus, le tracé réaliste des visages modifie les personnages (vieillissement de Joe et Joëlle, désormais adolescents), mais les attitudes des personnages sont souvent raides et, mis à part les visages, évitent toute représentation d’anatomie (personnages représentés le plus souvent immobiles enveloppés dans leur scaphandre froissé).
La transcription française est incomplète et saute le milieu de l'histoire, correspondant aux Knockout no 977 à no 984. La narration française dégénère donc dans l’incohérence : situation à suspense non résolue en fin du numéro Atome Kid 30, enchaînements sans transition, des personnages apparaissent ou disparaissent au fil du récit, le retour sur Terre est bâclé, pour enchaîner un style totalement différent.

### La liquidation de la saga
De Knockout no 991 à no 1013, soit Atome Kid numéro 32 à 34 : changement de dessinateur (peut-être Ian Kennedy) avec une amélioration passagère (personnages aux attitudes plus dynamiques) et un scénario assez banal (départ de fusée vers la Lune dans un style anticipation technique réaliste, très daté du début de la conquête spatiale, menace d’invasion de la Terre par des extra-terrestres insectoïdes, thème bateau de la paranoïa entretenue pendant la guerre froide). Le scénario est centré sur Bob et Joe devenu adulte et l’aspect famille Rollinson se réduit à l’insertion de temps à autre de quelques vignettes montrant papa Rollinson et le reste de la famille. Les décors sont indigents, la narration se traîne et s’achève dans la raideur du dessin des personnages caricaturaux et la lourdeur des dialogues répétitifs qui expliquent et réexpliquent l’action.
Triste final pour une série qui fut remarquable.

## Liste des épisodes
Les épisodes selon un découpage britannique et leurs parutions sont les suivants :
Note : KO = Knockout ; AK = Atome Kid ; MF = Monde Futur
| Épisode                               | Knockout | Atome Kid | Monde Futur                                                           |
| ------------------------------------- | --- | --- | --------------------------------------------------------------------- |
| Journey into space                    | KO 772 (12/12/1953) à 776 (09/01/1954)                                                                               | AK7 (Mai 1957, 10 p.) | MF14 (Juin 1974)                                                      |
| The dangerous planet                  | KO 777 (16/01/1954) à 780 (06/02/1954)                                                                               | AK7 (Mai 1957, 6 p.), AK8 (Juin 1957, 2 p.)                                                                                 | MF14                                                                  |
| The Jelonytes                         | KO 781 (13/02/1954) à 783 (27/02/1954)                                                                               | AK8 (Juin 1957, 6 p.) | MF14                                                                  |
| The silent space-men                  | KO 784 (6/03/1954) à 789 (10/04/1954)                                                                                | AK8 (Juin 1957, 8 p.), AK9 (Juillet 1957, 4 p.)                                                                             | MF15 (Août 1974)                                                      |
| The Titan experiment                  | KO 790 (17/04/1954) à 795 (22/05/1954)                                                                               | AK9 (Juillet 1957, 12 p.)                                                                                                   | MF15                                                                  |
| Kidnapped by the Zektrons             | KO 796 (29/05/1954) à 804 (24/07/1954)                                                                               | AK10 (Août 1957) | MF16 (Octobre 1974)                                                   |
| Return to the Island of the Jelonytes | KO 805 (31/07/1954) à 810 (4/09/1954)                                                                                | AK11 (Septembre 1957) | MF17 (Décembre 1974)                                                  |
| The invasion of Titan                 | KO 811 (11/09/1954) à 830 (22/01/1955)                                                                               | AK13 (Novembre 1957) AK14 (Décembre 1957) AK15 (Janvier 1958, 6 p.)                                                         | MF18 (Février 1975) MF19 (début)                                      |
| In search of the formula              | KO 831 (29/01/1955) à 838 (19/03/1955)                                                                               | AK15 (Janvier 1958, 10 p.) AK16 (Février 1958, 6 p.)                                                                        | MF19 (Mars 1975)                                                      |
| The planet Aquarius                   | KO 839 (26/03/1955) à 864 (17/09/1955)                                                                               | AK16 (Février 1958, 10 p.) AK17 (Mars 1958) AK18 (Avril 1958, 10 p.)                                                        | MF19 (fin) MF20 (Avril 1975) MF21 (début)                             |
| Treachery on planet Ursula            | KO 865 (24/09/1955) à 914 (01/09/1956)                                                                               | AK18 (Avril 1958, 6 p.) AK19 (Mai 1958), AK20 (Juin 1958) AK21 (Juillet 1958), AK22 (Août 1958) AK23 (Septembre 1958, 4 p.) | MF21 (Mai 1975) MF22 (Juin 1975) MF23 (Juillet 1975) MF25 (Août 1975) |
| Trouble on planet Erbus               | KO 915 (08/09/1956) à 941 (09/03/1957)                                                                               | AK23 (Septembre 1958, 12 p.) AK24 (Octobre 1958), AK25 (Novembre 1958), AK26 (Décembre 1958, 10 p.)                         | MF24 (Septembre 1975) MF26 (Octobre 1975)                             |
| The mystery of the missiles           | KO 942 (16/03/1957) à 965 (24/08/1957)                                                                               | AK26 (Décembre 1958, 6 p.) AK27 (Janvier 1959) AK28 (Février 1959), AK29 (Mars 1959, 10 p.)                                 | MF26 (fin) MF27 (Décembre 1975) MF28 (Janvier 1976)                   |
| The space pirates                     | KO 966 (31/08/1957) à 976 (09/11/1957) KO 977 (16/11/1957) à 984 (04/01/1958) KO 985 (11/01/1958) à 990 (15/02/1958) | AK29 (Mars 1959, 6 p.), AK30 (Avril 1959) non traduit AK31 (Mai 1959, 8 p.), AK32 (Mars 1959, 4 p.)                         | MF28 MF29 (Avril 1976)                                                |
| Menace of the Jovians                 | KO 991 (22/02/1958) à 1013 (26/07/1958)                                                                              | AK32 (Mars 1959, 12 p.), AK33 (Avril 1959) AK34 (Mai 1959)                                                                  | MF30 (Mai 1976) MF31 (Juin 1976)                                      |

## Citations
- La revue littéraire néozélandaise Landfall, dans une étude sur les comics, souligne la place laissée aux valeurs positives d'affection familiale dans la série The Space Family Rollinson publiée dans Knockout[14].
- Commentant la série Artima, Jean-Pierre Dionnet qualifia La famille Rollinson d'« agréable bluette anglo-saxonne genre "La famille Duraton dans l'espace", qui peut encore séduire quelques pervers intellectuels… »[15]

## Sources
- fascicules Knockout, année 1954
- fascicules Atome Kid no 7 à 34, édition Artima, 1956-1959
- fascicules Monde Futur no 14 à 31, édition Arédit, 1974-1976